# Horní Jiřetín
Horní Jiřetín (niem. Obergeorgenthal) – czeskie miasto oraz gmina położona w powiecie mosteckim należącym do kraju usteckiego. Populacja miasta wynosi 22116 mieszkańców, dane te pochodzą ze spisu, który odbył się w 2016 roku.

## Geografia
Horní Jiřetín leży u stóp Rudaw, niedaleko przy granicy niemieckiej.
Najbliższymi większymi skupiskami miejskimi oddalonymi od Horní Jiřetín są: Most, Litvínov oraz Uście nad Łabą. Stolica Czech, Praga jest oddalona od Horní Jiřetín o około 90 kilometrów.

## Historia
Pierwsze dokumenty dotyczące miasta pochodzą z roku 1253. Wówczas Horní Jiřetín posiadał status wsi. W XVI wieku w okolicznej miejscowości, Červená Jáma, odkryto złoża rudy żelaza, co spowodowało szybki rozwój miasta. W roku 1914 miejscowości przyznano pełne prawa miejskie. 

## Gmiana
Horní Jiřetín to także ośrodek administracyjny gminy o takiej samej nazwie. W skład gminy wchodzą następujące miejscowości:
- Černice (Tschernitz)
- Dolní Jiřetín (Niedergeorgenthal)
- Horní Jiřetín (Obergeorgenthal)
- Jezeří (Eisenberg)
- Mariánské Údolí (Marienthal)

## Miasta partnerskie
- Battenberg[4]